# Ordre des frères de Bethléem
L'ordre des frères de Bethléem (en latin : Ordo Fratrum Bethlemitarum) est un ordre mendiant hospitalier de droit pontifical. C'est le premier institut religieux fondé sur le continent américain. Supprimé en 1821, il est restauré en 1984.

## Historique
En 1658, Pierre de Betancur (1626-1667), membre du Tiers-Ordre franciscain, achète une maison à Antigua Guatemala, capitale de la capitainerie générale du Guatemala. La journée, le lieu sert d'école et d'abri pour les pauvres, les malades et les étrangers. Pour gérer son œuvre, il regroupe une communauté de tertiaires franciscains placée sous la protection de Notre-Dame de Bethléem. L'œuvre commençant à prospérer, Pierre projette de créer un grand hôpital, en 1667, un de ses collaborateurs part pour l'Espagne pour obtenir l'approbation royale qui est donnée le 2 mai 1667, quelques jours après la mort de Pierre Betancur. 
Le 15 octobre 1667, trois disciples de Pierre de Betancur, Rodrigue de la Croix, Augustin de Saint Joseph et François de la Trinité quittent le Tiers Ordre franciscain et adoptent un nouvel habit de drap gris-brun avec capuche, une ceinture de cuir, ainsi qu'un manteau où se trouve cousue une image de la Nativité. Ils se présentent à Mgr de Rivera pour obtenir l'approbation de leur forme de vie et devant le doyen de la cathédrale de Guatemala, ils prononcent leurs vœux religieux ; en plus des trois vœux communs à tous religieux (pauvreté, chasteté, obéissance), les bethlémites prononcent un vœu d'hospitalité qui les obligent à assister les malades pauvres, même s'ils sont non-catholiques et qu'ils souffrent de maladies contagieuses. 
Le premier supérieur de la communauté, qui porte d'abord le titre de « frère majeur » puis celui de « préfet général », est Rodrigue de la Croix, qui dirige la compagnie jusqu'en 1716 et sous le gouvernement duquel l'ordre de Bethléem obtient son entière approbation. Le 2 mai 1672, le pape Clément X approuve leurs premières constitutions religieuses et le 26 mars 1687, le pape Innocent XI leur assigne la règle de saint Augustin, (bien que son fondateur était un franciscain) ; le 28 mai 1707 et le 3 avril 1710, le pape Clément XI érige la congrégation en ordre régulier étendant les privilèges des ordres mendiants et des clercs hospitaliers. 
À l'origine, les betléemites sont tous laïcs, mais, au chapitre de Lima en 1721, chaque communauté est autorisée à ordonner jusqu'à deux prêtres, les candidats au sacerdoce doivent être dans l'institut depuis au moins dix ans et, après l'ordination, ils sont exclus des postes les plus importants. L'ordre a une diffusion rapide, en 1721, les bethléemites possèdent 21 hôpitaux (10 au Mexique et 11 au Pérou). En dehors du continent américain, ils fondent des maisons à Rome et à Tenerife. 
Au XIXe siècle, l'hôpital de Bethléem de Guatemala devient un centre actif de l'émancipation américaine. En raison du soutien des religieux aux revendications indépendantistes des possessions espagnoles en Amérique, les cortes de Cadix suppriment les bethléemites par décrets des 27 mai et 25 octobre 1820, intimés au préfet général de l'ordre en février 1821. La branche féminine survit à la répression et connaît une nouvelle floraison sous la direction de la bienheureuse Marie de l'Incarnation Rosal qui restaure la tradition hospitalière de sa congrégation qui prend le nom de bethlémites filles du Sacré-Cœur de Jésus. Le 16 janvier 1984, la branche masculine est restaurée par décret du Saint-Siège ; la première profession religieuse a lieu le 25 avril 1986.

## Activités et diffusion
Les religieux se dédient aux œuvres de miséricorde spécialement en faveur des malades.
La maison-mère est à San Cristóbal de La Laguna sur l'île de Tenerife. 
En 2015, l'ordre compte 17 frères dans deux communauté, San Cristóbal de La Laguna (Espagne) et Antigua Guatemala (Guatemala).